# Humariza
Humariza är en ort i Mexiko.   Den ligger i kommunen Nonoava och delstaten Chihuahua, i den nordvästra delen av landet, 1 200 km nordväst om huvudstaden Mexico City. Humariza ligger 1 753 meter över havet och antalet invånare är 323.
Terrängen runt Humariza är huvudsakligen lite kuperad. Humariza ligger nere i en dal.  Trakten runt Humariza är nära nog obefolkad, med mindre än två invånare per kvadratkilometer. Humariza är det största samhället i trakten. Omgivningarna runt Humariza är i huvudsak ett öppet busklandskap.